# جورج اچ. بندر
جورج اچ. بندر (به انگلیسی: George H. Bender) سناتور سابق عضو حزب جمهوری‌خواه ایالات متحده آمریکا بود. وی در سال ۱۹۵۴ تا ۱۹۵۷ میلادی سناتور ایالت اوهایو در سنای ایالات متحده آمریکا بود.